# Olympische Winterspiele 2002/Shorttrack – 500 m (Männer)
Der Wettkampf über 500 m Shorttrack der Männer bei den Olympischen Winterspielen 2002 wurde am 23. Februar 2002 im Salt Lake Ice Center ausgetragen. Olympiasieger wurde der Kanadier Marc Gagnon vor seinem Landsmann Jonathan Guilmette und Rusty Smith aus den Vereinigten Staaten.

## Hintergrund
Am vierten und letzten Wettkampftag der olympischen Shorttrack-Wettbewerbe von Salt Lake City war das 500-Meter-Rennen die abschließende Einzelentscheidung bei den Männern. Die vorherigen beiden Wettbewerbe über 1000 Meter und über 1500 Meter hatten jeweils zu Kontroversen geführt: Im 1000-Meter-Rennen war es zu einem Sturz der vier führenden Läufer in der letzten Kurve und zum Sieg des Außenseiters Steven Bradbury gekommen. Nach dem 1500-Meter-Rennen hatten die Schiedsrichter den vermeintlichen Sieger Kim Dong-sung wegen eines umstrittenen Fouls gegen Apolo Anton Ohno disqualifiziert. Für das 500-Meter-Rennen wurde ein erneutes Aufeinandertreffen zwischen den beiden Favoriten Kim und Ohno erwartet.
Im Vorfeld der Winterspiele setzten US-Medien neben Kim und Ohno vor allem auf den Chinesen Li Jiajun als möglichen Sieganwärter: Sowohl Associated Press (AP) als auch Sports Illustrated (SI) tippten darauf, dass Li die Goldmedaille gewinnen werde (AP: vor Ohno und Kim, SI: vor Kim und Takafumi Nishitani). Die Washington Post sah Ohno vor Kim und Li. In der Weltcupsaison 2001/02 hatten Kim und Li jeweils zwei 500-Meter-Rennen für sich entschieden und vor dem Japaner Nishitani – dem amtierenden Olympiasieger auf dieser Strecke – die ersten beiden Plätze in der Gesamtwertung belegt. Nishitani hatte sich Ende Dezember 2001 den Knöchel gebrochen und startete bei Olympia mit Stiften im Körper. Die kanadische Presse handelte neben den genannten Sportlern auch den Quebecer Marc Gagnon als Mitfavoriten.

## Wettbewerb
Alle zum 500-Meter-Wettkampf zählenden Rennen vom Vorlauf bis zum A-Finale wurden am Samstag, den 23. Februar 2002, ab 18 Uhr Ortszeit gelaufen. Die 32 Athleten verteilten sich zunächst auf acht Vorläufe mit jeweils vier Teilnehmern, von denen sich die ersten zwei für die vier Viertelfinalläufe qualifizierten. Dort galten die gleichen Regeln für den Einzug ins Halbfinale. Die beiden Sieger jedes Halbfinals rückten in das A-Finale auf, dessen Ergebnis maßgeblich für die Medaillenvergabe war. Die Dritten und Vierten eines Halbfinallaufs bestritten ein zusätzliches B-Finale um die weiteren Plätze. Die Viertelfinalläufe begannen um 18:44 Uhr, die Halbfinalrennen um 19:34 Uhr, die Finalläufe um 20:10 Uhr Ortszeit.
Den während der Olympischen Winterspiele 2002 gültigen Weltrekord hielt Jeffrey Scholten mit einer Zeit von 41,514 Sekunden (aufgestellt am 13. Oktober 2001). Den gültigen olympischen Rekord von 42,756 Sekunden hatte Takafumi Nishitani 1998 aufgestellt. Nishitanis Marke wurde im Laufe des Wettkampfabends in Salt Lake City mehrmals verbessert.

### Verlauf
Mit dem japanischen Titelverteidiger Takafumi Nishitani und Li Jiajun, dem chinesischen Weltmeister von 2001 über diese Distanz, schieden die ersten Favoriten im Viertelfinale aus. Nishitani verlor im Sprint gegen Rusty Smith und Marc Gagnon, während Li stürzte. Der einzige deutsche Starter Arian Nachbar verpasste wie der 1000-Meter-Olympiasieger Steven Bradbury ebenfalls den Einzug ins Halbfinale. Dort endete der Wettkampf sowohl für Kim Dong-sung als auch für Apolo Anton Ohno: Kim unterlag im ersten Halbfinale Marc Gagnon im Zielsprint um Platz zwei (hinter Rusty Smith) um neun Tausendstelsekunden, Ohno brachte in der vorletzten Runde des zweiten Halbfinallaufs den Japaner Satoru Terao zu Fall und wurde disqualifiziert. Im Finale übernahm Ohnos Teamkollege Smith von Beginn des Rennens an die Führung, ehe er eine halbe Runde vor Schluss erst von Gagnon und kurz vor der Ziellinie von Jonathan Guilmette, dem zweiten Kanadier, überholt wurde. Gagnon gewann die zweite olympische Goldmedaille seiner Karriere (nach einem Sieg mit der Staffel 1998) in olympischer Rekordzeit von 41,802 Sekunden.
Anekdotische Erwähnung fand in Medienberichten der Start des 15-jährigen Mongolen Ganbatyn Dschargaltschuluun. Dschargaltschuluun war der jüngste Athlet der Winterspiele von Salt Lake City und zugleich der mit dem längsten Namen. Er schied im Vorlauf mit klarem Rückstand aus.
Später am Abend des 23. Februar liefen Gagnon und Guilmette mit der kanadischen Staffel zu einem weiteren Erfolg.

### Ergebnisse
Q – Qualifikation für die nächste Runde
ADV – Advanced
DSQ – Disqualifikation

#### Vorläufe
| Lauf | Rang | Athlet                      | NOK                | Zeit (s) | Anmerkungen |
| ---- | ---- | --------------------------- | ------------------ | -------- | ----------- |
| 1    | 1    | Li Jiajun                   | China              | 43,690   | Q           |
| 1    | 2    | Arian Nachbar               | Deutschland        | 44,057   | Q           |
| 1    | 3    | Matúš Užák                  | Slowakei           | 44,499   |             |
| 1    | 4    | Assen Pandow                | Bulgarien          | 77,124   |             |
| 2    | 1    | Simon Van Vossel            | Belgien            | 43,119   | Q           |
| 2    | 2    | Apolo Anton Ohno            | Vereinigte Staaten | 43,214   | Q           |
| 2    | 3    | Cees Juffermans             | Niederlande        | 43,253   |             |
| 2    | 4    | Andrew McNee                | Australien         | 44,289   |             |
| 3    | 1    | Takafumi Nishitani          | Japan              | 43,211   | Q           |
| 3    | 2    | Marc Gagnon                 | Kanada             | 43,395   | Q           |
| 3    | 3    | Krisztián Szabó             | Ungarn             | 44,143   |             |
| 3    | 4    | Wladymyr Hryhorjew          | Ukraine            | 70,431   |             |
| 4    | 1    | Kim Dong-sung               | Südkorea           | 42,834   | Q           |
| 4    | 2    | Rusty Smith                 | Vereinigte Staaten | 42,849   | Q           |
| 4    | 3    | Dave Allardice              | Großbritannien     | 42,980   |             |
| 4    | 4    | Ganbatyn Dschargaltschuluun | Mongolei           | 52,225   |             |
| 5    | 1    | Fabio Carta                 | Italien            | 43,787   | Q           |
| 5    | 2    | Bruno Loscos                | Frankreich         | 43,864   | Q           |
| 5    | 3    | Leon Flack                  | Großbritannien     | 43,965   |             |
| 5    | 4    | Mark Jackson                | Neuseeland         | 44,064   |             |
| 6    | 1    | Feng Kai                    | China              | 43,084   | Q           |
| 6    | 2    | Wim De Deyne                | Belgien            | 43,205   | Q           |
| 6    | 3    | Martin Johansson            | Schweden           | 43,435   |             |
| 6    | 4    | Krystian Zdrojkowski        | Polen              | 44,117   |             |
| 7    | 1    | Jonathan Guilmette          | Kanada             | 42,326   | Q, OR       |
| 7    | 2    | Satoru Terao                | Japan              | 42,334   | Q           |
| 7    | 3    | Balázs Knoch                | Ungarn             | 42,533   |             |
| 7    | 4    | Miroslaw Bojadschiew        | Bulgarien          | 43,462   |             |
| 8    | 1    | Nicola Franceschina         | Italien            | 42,876   | Q           |
| 8    | 2    | Steven Bradbury             | Australien         | 43,226   | Q           |
| 8    | 3    | Ludovic Mathieu             | Frankreich         | 43,790   | ADV         |
| 8    | NC   | Lee Seung-jae               | Südkorea           |          | DSQ         |

#### Viertelfinale
| Lauf | Rang | Athlet              | NOK                | Zeit (s) | Anmerkungen |
| ---- | ---- | ------------------- | ------------------ | -------- | ----------- |
| 1    | 1    | Jonathan Guilmette  | Kanada             | 42,809   | Q           |
| 1    | 2    | Apolo Anton Ohno    | Vereinigte Staaten | 42,895   | Q           |
| 1    | 3    | Fabio Carta         | Italien            | 43,113   |             |
| 1    | 4    | Arian Nachbar       | Deutschland        | 43,626   |             |
| 2    | 1    | Rusty Smith         | Vereinigte Staaten | 42,359   | Q           |
| 2    | 2    | Marc Gagnon         | Kanada             | 42,384   | Q           |
| 2    | 3    | Takafumi Nishitani  | Japan              | 42,535   |             |
| 2    | NC   | Nicola Franceschina | Italien            |          | DSQ         |
| 3    | 1    | Kim Dong-sung       | Südkorea           | 41,806   | Q, OR       |
| 3    | 2    | Wim De Deyne        | Belgien            | 41,832   | Q           |
| 3    | 3    | Li Jiajun           | China              | 64,514   |             |
| 3    | 4    | Bruno Loscos        | Frankreich         | 99,879   |             |
| 4    | 1    | Satoru Terao        | Japan              | 42,692   | Q           |
| 4    | 2    | Feng Kai            | China              | 42,820   | Q           |
| 4    | 3    | Steven Bradbury     | Australien         | 44,982   |             |
| 4    | 4    | Ludovic Mathieu     | Frankreich         | 73,328   |             |
| 4    | NC   | Simon Van Vossel    | Belgien            |          | DSQ         |

#### Halbfinale
| Lauf | Rang | Athlet             | NOK                | Zeit (s) | Anmerkungen |
| ---- | ---- | ------------------ | ------------------ | -------- | ----------- |
| 1    | 1    | Rusty Smith        | Vereinigte Staaten | 41,916   | Q           |
| 1    | 2    | Marc Gagnon        | Kanada             | 41,981   | Q           |
| 1    | 3    | Kim Dong-sung      | Südkorea           | 41,990   |             |
| 1    | 4    | Wim De Deyne       | Belgien            | 42,823   |             |
| 2    | 1    | Jonathan Guilmette | Kanada             | 42,201   | Q           |
| 2    | 2    | Feng Kai           | China              | 42,266   | Q           |
| 2    | 3    | Satoru Terao       | Japan              | 65,790   | ADV         |
| 2    | NC   | Apolo Anton Ohno   | Vereinigte Staaten |          | DSQ         |

#### B-Finale
| Lauf | Rang | Athlet        | NOK      | Zeit (s) | Anmerkungen |
| ---- | ---- | ------------- | -------- | -------- | ----------- |
| B    | 1    | Kim Dong-sung | Südkorea | 42,076   |             |
| B    | 2    | Wim De Deyne  | Belgien  | 42,961   |             |

#### A-Finale
| Lauf | Rang | Athlet             | NOK                | Zeit (s) | Anmerkungen |
| ---- | ---- | ------------------ | ------------------ | -------- | ----------- |
| A    | 1    | Marc Gagnon        | Kanada             | 41,802   | OR          |
| A    | 2    | Jonathan Guilmette | Kanada             | 41,994   |             |
| A    | 3    | Rusty Smith        | Vereinigte Staaten | 42,027   |             |
| A    | 4    | Feng Kai           | China              | 42,112   |             |
| A    | 5    | Satoru Terao       | Japan              | 42,219   |             |

#### Endklassement
Die ersten Ränge im Endklassement wurden von den A- und B-Finalisten belegt, in der Reihenfolge, in der sie das Ziel ihres jeweiligen Finallaufs erreicht hatten. Dahinter platzierten sich die weiteren Athleten gemäß der Platzpunkte (Seeding Points), die sie im Halbfinale und in den Vorläufen erreicht hatten: Ein erster Platz war dabei 34 Punkte wert, ein zweiter 21 Punkte, ein dritter 13 Punkte, ein vierter 8 Punkte, ein fünfter 5 Punkte und ein sechster 3 Punkte. Zwischen punktgleichen Sportlern entschied die schnellere im gesamten Wettkampf gelaufene Zeit.
| Rang | Athlet                      | NOK                | Pkt. | Beste Zeit (s) |
| ---- | --------------------------- | ------------------ | ---- | -------------- |
| 1    | Marc Gagnon                 | Kanada             | A(1) | 41,802         |
| 2    | Jonathan Guilmette          | Kanada             | A(2) | 41,994         |
| 3    | Rusty Smith                 | Vereinigte Staaten | A(3) | 41,916         |
| 4    | Feng Kai                    | China              | A(4) | 42,112         |
| 5    | Satoru Terao                | Japan              | A(5) | 42,219         |
| 6    | Kim Dong-sung               | Südkorea           | B(1) | 41,806         |
| 7    | Wim De Deyne                | Belgien            | B(2) | 41,832         |
| 8    | Takafumi Nishitani          | Japan              | 47   | 42,535         |
| 9    | Fabio Carta                 | Italien            | 47   | 43,113         |
| 10   | Li Jiajun                   | China              | 47   | 43,690         |
| 11   | Apolo Anton Ohno            | Vereinigte Staaten | 42   | 42,895         |
| 12   | Nicola Franceschina         | Italien            | 34   | 42,876         |
| 13   | Simon Van Vossel            | Belgien            | 34   | 43,119         |
| 14   | Steven Bradbury             | Australien         | 34   | 43,226         |
| 15   | Arian Nachbar               | Deutschland        | 29   | 43,626         |
| 16   | Bruno Loscos                | Frankreich         | 29   | 43,864         |
| 17   | Ludovic Mathieu             | Frankreich         | 21   | 43,790         |
| 18   | Balázs Knoch                | Ungarn             | 13   | 42,533         |
| 19   | Dave Allardice              | Großbritannien     | 13   | 42,980         |
| 20   | Cees Juffermans             | Niederlande        | 13   | 43,253         |
| 21   | Martin Johansson            | Schweden           | 13   | 43,435         |
| 22   | Leon Flack                  | Großbritannien     | 13   | 43,965         |
| 23   | Krisztián Szabó             | Ungarn             | 13   | 44,143         |
| 24   | Matúš Užák                  | Slowakei           | 13   | 44,499         |
| 25   | Miroslaw Bojadschiew        | Bulgarien          | 8    | 43,462         |
| 26   | Mark Jackson                | Neuseeland         | 8    | 44,064         |
| 27   | Krystian Zdrojkowski        | Polen              | 8    | 44,117         |
| 28   | Andrew McNee                | Australien         | 8    | 44,289         |
| 29   | Ganbatyn Dschargaltschuluun | Mongolei           | 8    | 52,225         |
| 30   | Wladymyr Hryhorjew          | Ukraine            | 8    | 70,431         |
| 31   | Assen Pandow                | Bulgarien          | 8    | 77,124         |
| NC   | Lee Seung-jae               | Südkorea           | 0    | DSQ            |